# くどう道絵
くどう 道絵（くどう みちえ、1969年1月19日 - ）は、日本のクレイアーティスト・造形作家。以前のペンネーム表記は、工藤道絵。樹脂粘土を使ったクレイアートを中心に活動している。

## 経歴
埼玉県草加市出身。埼玉県立草加南高等学校、女子美術大学産業デザイン科グラフィックコース卒業。宣伝美術や小道具係などの舞台スタッフを経験した後、HPデザイナーへ転向。イラストやウェブデザイン業務の傍ら、オリジナルのクレイアートを発展させる。 2002年より5年間、ラジオドラマでクレイアートを使ったビジュアル制作を手がける。その後クレイアニメも展開し、造形作家活動を続ける。

## 主な仕事
- 株式会社法研「へるすあっぷ21」表紙連載
- 千鳥屋宗家「みたらし小餅」テレビCM　クレイ制作
- 家庭でできるヨコミネ式DVDブック 全4巻表紙
- フジテレビ「ベビスマ」　出演・ジングル制作
- 花畑牧場手作りアニメーション
- NHKラジオ「きらり10代!」 Webアート制作
- TOKYO FM系列「ON THE WAY COMEDY 道草」ビジュアル制作
- シアトル劇団子　宣伝美術
- ロックイラストファイル「ステレオブック」企画制作
- 演劇集団キャラメルボックス小道具部

## 展覧会
- まち中つながる展示会　2017年〜
- NHKハートプロジェクト 弟14回「ＮＨＫハート展」 2009年
- 広島「フィギュア大博覧会」 2004年